# Juventudes Hitlerianas
Las Juventudes Hitlerianas (en alemán: Hitlerjugend, abreviado HJ) fueron establecidas por el Partido Nacionalsocialista Obrero Alemán (NSDAP) en 1926 para crear un nuevo sistema de adiestramiento para los jóvenes alemanes, con el fin de proporcionarles un entrenamiento militar y desarrollar su entendimiento y obediencia a la ideología nazi. Sus principios fueron el nazismo, el racismo, el nacionalismo, la actividad física, el entrenamiento militar, la camaradería, la vida al aire libre, la invocación a la sangre y además el honor, para formar líderes y «hombres de bien» en el futuro.

## Organización

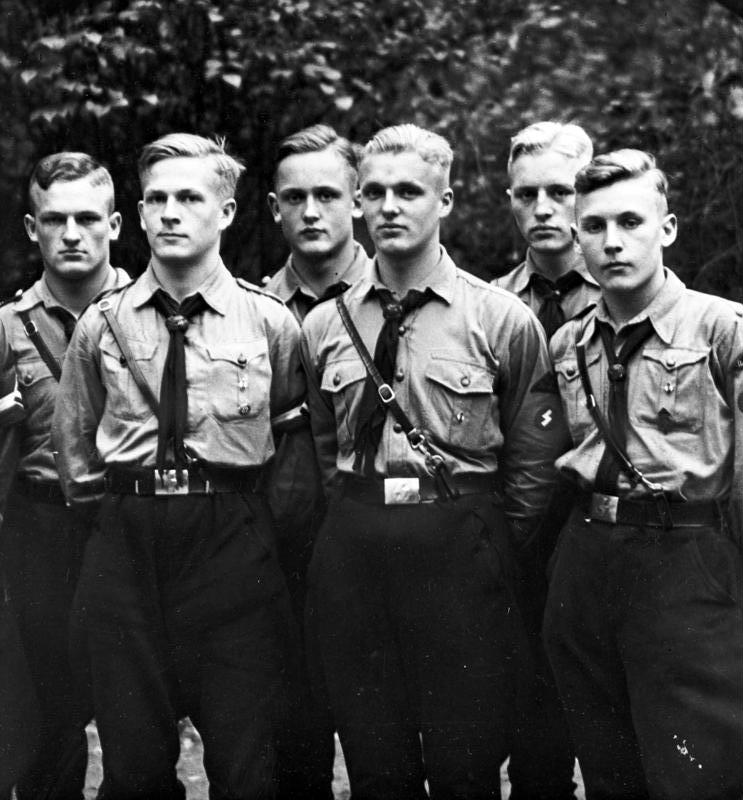
Miembros de las Juventudes Hitlerianas fotografiados en 1933.

La motivación básica de las HJ era la de entrenar a futuros ciudadanos del Reich y soldados que sirvieran fielmente a la Alemania nazi cuando fueran adultos. El entrenamiento físico y militar fue considerado tan importante como la educación académica y científica en todas las organizaciones de las HJ. Los jóvenes aprendieron en los campamentos a usar las armas, desarrollaron fuerza física y fueron educados en el amor a la naturaleza. Su uniforme consistía en una camisa marrón claro y un pantalón corto marrón, similar a los de los scouts. Algunos niños de alto rango llevaban camisas negras.
En 1923, cuando se fundó en Múnich, la HJ tenía alrededor de 1000 miembros, cuatro años después la cifra se multiplicó por cinco. En 1930 ya eran 25 000 chicos, mientras que unas semanas antes de la llegada al poder de Adolf Hitler (1933) eran ya 107 956. En 1933, eran más de 2 300 000 los jóvenes que engrosaban la HJ. El 18 de febrero de 1934, se le sumaron 600 000 miembros provenientes de las Juventudes Evangélicas (Evangelische Jugend), una organización de carácter religioso luterano. En 1938 las HJ incluían unos siete millones de jóvenes y al año siguiente se unieron un millón setecientos mil más.[cita requerida] En 1940 se sabe de la última cifra fiable de miembros de la HJ, que contaba con ocho millones de jóvenes en sus filas.

## Historia

### Creación

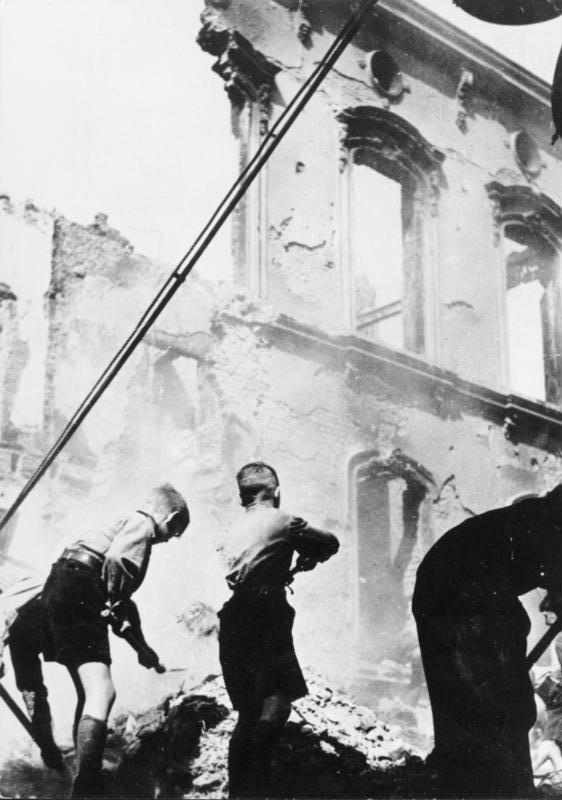
Las Juventudes Hitlerianas limpiando ruinas tras un bombardeo, 1943.

Las HJ nacieron a partir del Jugendbund der NSDAP (JdN), que fue fundado en marzo de 1922. Tuvo su primera reunión en mayo del mismo año y su membresía estaba reservada a los varones de catorce a dieciocho años. Los de edades comprendidas entre los catorce y los dieciséis años formaban las Jungmannschaften y los mayores el Jungsturm Adolf Hitler. La organización estaba supervisada por las SA y dirigida al principio por Adolf Lenk.
El JdN colapsó tras el putsch fallido de 1923 en Múnich y durante el encarcelamiento de Hitler. Se fundaron numerosos grupos juveniles locales para llenar el hueco, como el Grossdeutsche Jugendbewegung de Lenk y Kurt Gruber o el Schilljugend, organizado tanto en Austria como en territorio alemán. En 1926, el Grossdeutsche Jugendbewegung de Gruber fue renombrado Hitler Jugend, Bund Deutscher Arbeiterjugend con Gruber como nuevo líder, pero al poco tiempo fue reemplazado por Franz von Pfeffer.
En 1928 las HJ añadieron una sección para varones de diez a catorce años, denominada inicialmente Deutsche Knabenschaft, y que en 1931 fue renombrada Deutsches Jungvolk in der Hitler-Jugend. Se añadió la sección femenina para jóvenes entre catorce y dieciocho años llamada Schwesternschaft der Hitler-Jugend, y renombrada Bund Deutscher Mädel (BDM) en 1930, así como una sección para muchachas más jóvenes, el Jungmädelgruppe, en 1931.
En 1931 se creó el nuevo cargo de Reichsjugendführer, y Baldur von Schirach tomó el control de las Juventudes Hitlerianas, el National-Sozialistische Schülerbund (NSS) y el National-Sozialistische Deutsche Studentenbund (NSDSt.B), subordinado a este último. Adrian von Renteln fue nombrado líder de las Juventudes Hitlerianas y purgó activamente la jefatura de las Juventudes de personas 'no apropiadas'. Sin embargo, en 1932 cuando el NSS se unió a las HJ, el cargo de Adrian von Renteln fue absorbido por von Schirach. Las Juventudes Hitlerianas se independizaron de las SA en mayo de 1932, pero ambos grupos fueron ilegalizados por el Gobierno de Weimar en junio del mismo año.

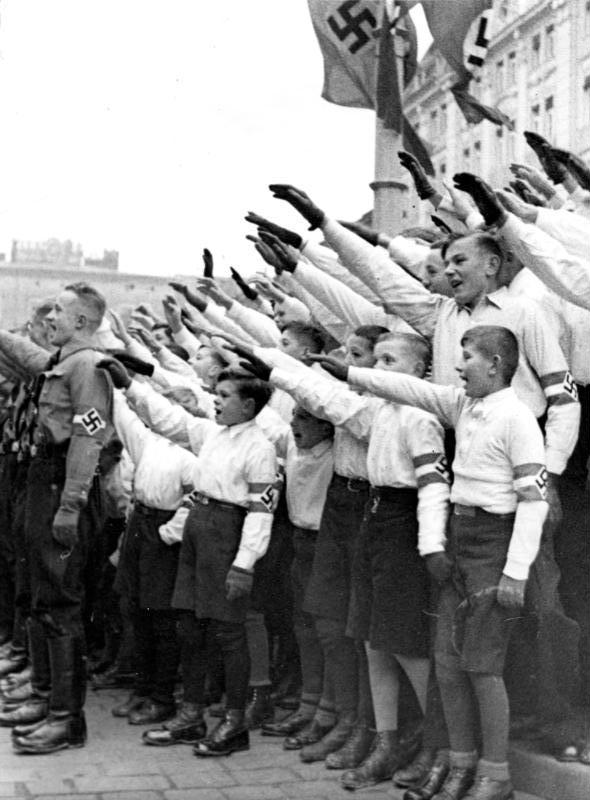
Jóvenes de la HJ de Posen saludan al Ministro del Interior del Reich, Wilhelm Frick, 1939.

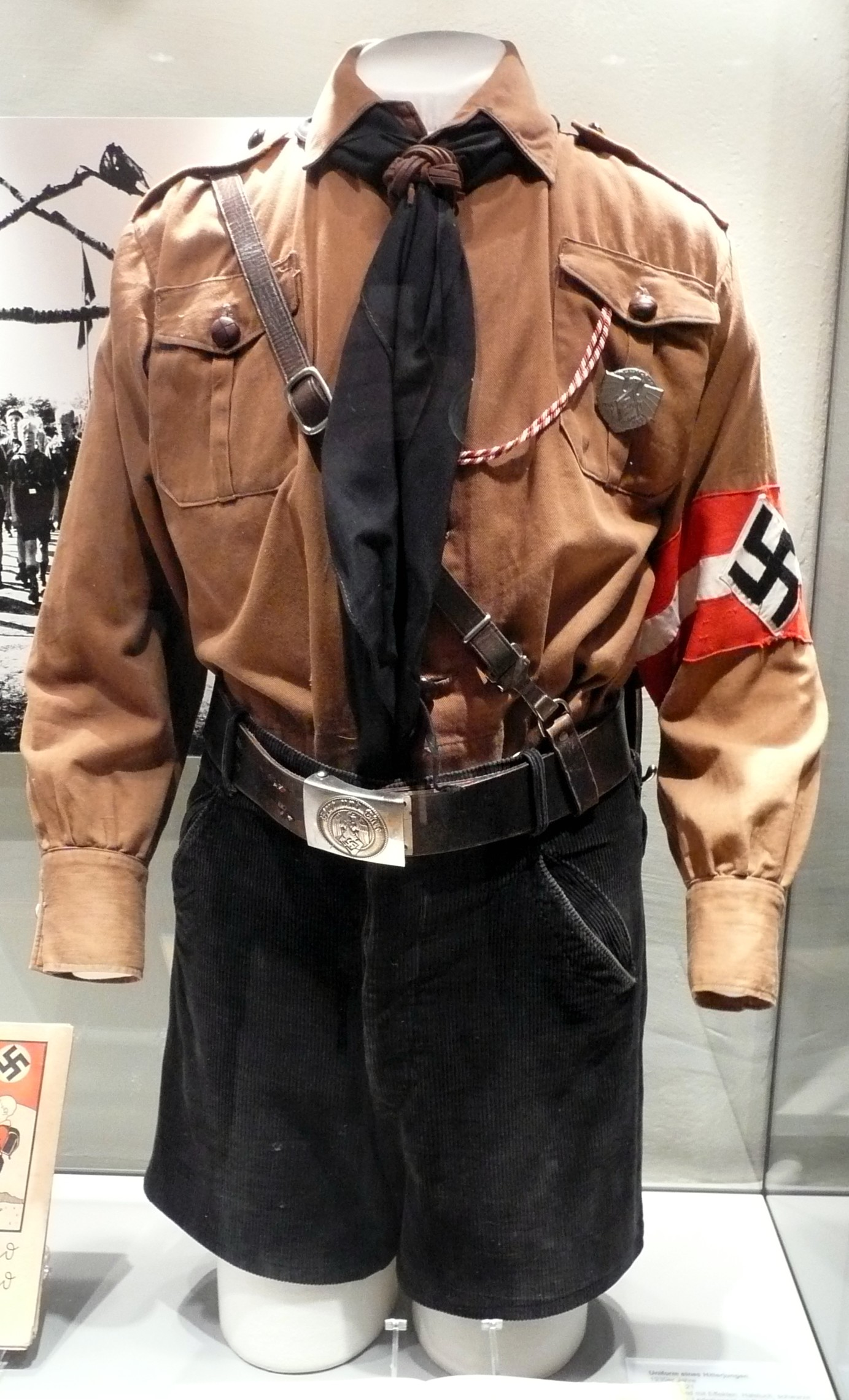
Uniforme usado entre 1934 y 1938; que consta de camisa parda, pantalón de pana negro, cinturón de cuero con cierre, correa sujeta al hombro, pañoleta y cuchillo; Museo Estatal de Arte e Historia Cultural de Oldenburg.

Tras la llegada de los nazis al poder, otros grupos juveniles de derechas fueron absorbidos por las HJ. A partir del 1 de diciembre de 1936, bajo el Jugenddienstpflicht (servicio obligatorio juvenil) todos los demás grupos juveniles fueron abolidos y sus miembros absorbidos por las HJ. La pertenencia a esta organización fue obligatoria para los jóvenes de más de 17 años desde 1939, y luego para todos los niños a partir de los diez años desde 1941. Baldur von Schirach fue sustituido como líder de la HJ por Arthur Axmann en 1940.

### Durante la Segunda Guerra Mundial
A medida que avanzaba la Segunda Guerra Mundial, las Juventudes Hitlerianas realizaban el trabajo de los hombres alistados en las fuerzas armadas, llevando a cabo servicios en la defensa antiaérea y trabajando en la limpieza de ruinas y reconstrucción de instalaciones destruidas por los bombardeos aliados. Sus integrantes de mayor edad pronto engrosaron las filas de los soldados, especialmente para las Waffen-SS, y en particular sirvió como fuente de tropas para la 12.ª SS División Panzer Hitlerjugend bajo el mando de Kurt Meyer.
Cuando Alemania fue invadida por soviéticos y estadounidenses desde agosto de 1944 se alistó a miembros cada vez más jóvenes de las HJ en la Wehrmacht, tanto en tropas de tierra como en la aviación y la marina de guerra, aunque en estas últimas desempeñando tareas menores. Cuando el 13 de octubre de 1944 el régimen nazi lanzó la movilización masiva denominada Volkssturm, las HJ fueron militarizadas como la principal cantera de tropas y casi todos los adolescentes mayores de catorce años sirviendo en las HJ fueron llamados a filas.
Durante la batalla de Berlín, en abril de 1945, muchos miembros de las HJ en la capital fueron directamente reclutados en el Volkssturm sin importar su edad, y constituyeron una parte importante de la defensa alemana. Se constituyó una improvisada división Panzerjagd (cazatanques) formada por compañías de bicicletas; cada uno de los ciclistas llevaba dos Panzerfaust sujetos a ambos lados de la rueda delantera y al manillar. La cúpula nazi daba por hecho que serían capaces de desmontar en un instante y estar listos para entrar en acción contra un T-34, lo cual era imposible en la mayoría de los casos y se les enviaba conscientemente a una muerte anunciada.
Las Juventudes Hitlerianas, al ser constituidas abrumadoramente por adolescentes sin entrenamiento militar previo y con un armamento de mala calidad, lucharon de manera muy desigual en los últimos meses de la guerra y sufrieron elevadísimas bajas, si bien algunos reducidos grupos combatieron (en Berlín, un grupo consiguió evitar el avance de una división de tanques soviéticos de liberación durante tres días, gracias sobre todo a los Panzerfaust). Tras la guerra, las Juventudes Hitlerianas fueron disueltas y abolidas permanentemente.

### Después de la Segunda Guerra Mundial
Las Juventudes Hitlerianas fueron disueltas por las autoridades aliadas como parte del plan de desnazificación. Algunos miembros eran sospechosos de crímenes de guerra pero, al ser menores de edad al momento de cometerlos, no se hicieron serios esfuerzos para llevarles ante la justicia.
Las Juventudes Hitlerianas nunca fueron declaradas una «organización criminal» en tanto agrupaba menores de edad, pero indirectamente quedaron prohibidas en tanto su liderazgo adulto (basado exclusivamente en jerarcas del NSDAP) fue considerado como «corruptor de la mente de los jóvenes alemanes» y condenado por ello junto con todo el aparato gubernativo del nazismo. Muchos líderes adultos de las Juventudes Hitlerianas fueron enjuiciados por las autoridades aliadas, y Baldur von Schirach fue sentenciado a veinte años de prisión. No obstante, a von Schirach se le declaró culpable por sus acciones criminales contra judíos y disidentes en Viena, no por su liderazgo de las Juventudes Hitlerianas.
Debido a que la adhesión a las HJ fue obligatoria después de 1936, no era extraño que los niños alemanes nacidos entre 1920 y 1939, ya adultos durante la Guerra Fría, hubieran formado parte de las Juventudes Hitlerianas en algún momento de su vida, entre ellos algunas personalidades políticas de renombre tanto de la Alemania Oriental como de Alemania Occidental.

## Organizaciones equivalentes en otros países
- En España, el Movimiento Nacional franquista organizó secciones juveniles llamadas Flechas y Pelayos, posteriormente se denominó Frente de Juventudes.
- La Italia fascista tenía desde la década de 1920 sus movimientos infantiles y juveniles (que fueron copiados en la Alemania nazi): la Opera Nazionale Balilla y los Fasci Giovanili di Combattimento.
- En Japón existió en la década de 1940 el Partido de la Juventud del Gran Japón.
- La Ethniki Organosis Neolaias (EON) durante la etapa fascista en Grecia.
- Las Águilas Croatas en Croacia durante la Segunda Guerra Mundial.
- La Mocidade Portuguesa en Portugal.
- En Rusia, la Yunármiya[3]